# TuS Montabaur
Der Turn- und Sportverein 1846/1912 Montabaur e.V. ist ein Sportverein aus Montabaur im rheinland-pfälzischen Westerwaldkreis. Die erste Fußballmannschaft der Männer spielte drei Jahre in der seinerzeit viertklassigen Oberliga Südwest.

## Geschichte
Der Verein entstand am 26. Juli 1946 durch die Fusion des Turnvereins Montabaur mit dem 1912 gegründeten Sportverein Montabaur. Die im Jahre 1993 gegründete Abteilung für Frauenfußball spaltete sich am 30. Mai 2005 als 1. FFC Montabaur ab.
Den Fußballern gelang im Jahre 1953 der Aufstieg in die seinerzeit drittklassige Amateurliga Rheinland. Zwei Jahre später erreichte die Mannschaft das Endspiel um den Rheinlandpokal und traf dort auf Fortuna Kottenheim. Das Spiel in Neuwied endete mit 1:1 nach Verlängerung. Das Wiederholungsspiel in Koblenz-Metternich endete mit 2:2 nach Verlängerung. Die Entscheidung fiel erst im zweiten Wiederholungsspiel in Andernach, das die Kottenheimer mit 1:0 gewinnen konnten. Im Jahre 1958 wurde der TuS Montabaur Vizemeister der Ostgruppe hinter den Sportfreunden Herdorf. Zwei Jahre später stieg die Mannschaft aus der Amateurliga ab, schaffte den sofortigen Wiederaufstieg und musste 1963 als abgeschlagener Tabellenletzter wieder absteigen.
Es folgten viele Jahre in unteren Spielklassen, bis dem TuS im Jahre 1996 der Wiederaufstieg in die mittlerweils Verbandsliga Rheinland genannte Liga gelang. Dort gelang der Mannschaft der Durchmarsch in die Oberliga Südwest, wo in der Aufstiegssaison 1997/98 der neunte Platz erreicht wurde. Diese Platzierung wurde ein Jahr später zumindest sportlich bestätigt. Am Saisonende deckte die Rhein-Zeitung auf, dass der Montabaurer Spieler Dieter Bux aufgrund eines ungültigen Vertrages nicht spielberechtigt war. Der mit Bux geschlossene Vertrag wurde wenige Tage später aufgelöst, dennoch absolvierte er 30 von 34 Saisonspielen, in denen die Mannschaft 40 ihrer 44 Punkten erzielte.
Vor Zivilgerichten gab es Urteile, wonach Bux einmal spielberechtigt war und ein anderes Mal nicht. Da beide Urteile außerhalb der Sportsgerichtsbarkeit fielen, wurde eine Entscheidung ausgesetzt. Am Ende der Saison 1999/2000 stieg der TuS Montabaur sportlich als abgeschlagener Tabellenletzter ab. Erst im Jahre 2001 fiel die Entscheidung, dass Bux nicht spielberechtigt war. Im Jahr 2003 stieg der TuS auch aus der Verbandsliga ab, schaffte aber den direkten Wiederaufstieg. Seit dem erneuten Abstieg im Jahr 2012 spielt die Mannschaft in der Bezirksliga Ost.

## Persönlichkeiten
- Jörg Bach
- Dieter Finke
- Frank Hartmann
- Yasmin Pietsch
- Michail Smirnou